# Fernando Bragança Gil
Fernando Bragança Gil (Évora, 12 de dezembro de 1927 — Lisboa, 24 de janeiro de 2009) foi um cientista, físico e museólogo português. Foi o fundador e primeiro diretor do Museu de Ciência da Universidade de Lisboa (1985). O programa científico, pedagógico e museológico deste museu, que dirigiu até 2003, foi da sua responsabilidade .

## Biografia
Fernando Bragança Gil, nasceu em Évora, a 12 de Dezembro de 1927. Filho de Pedro Bragança Gil, professor do liceu de Évora e de sua esposa, Efigénia Bragança Gil. 
Cresceu em Évora, frequentou a Escola Primária de São Mamede e posteriormente o Liceu André de Gouveia, onde, a 7 de Julho de 1945, terminou os estudos secundários. Terminado o liceu, Bragança Gil vem para Lisboa e inscreve-se no Instituto Superior Técnico. Contudo, cedo descobre que a sua vocação não é a Engenharia. Muda-se então para a Faculdade de Ciências da Universidade de Lisboa e, em 1952, termina a licenciatura em Ciências Físico-Químicas.
Durante o curso sonha com uma carreira de investigação científica mas sabe que, no Portugal dessa época, as possibilidades eram poucas e as dificuldades muitas. Assim, iniciou a sua actividade profissional como professor da Escola de Artes Decorativas António Arroio. Leccionou, entre outras, as disciplinas de “Química Aplicada à Pintura” e de “Química Aplicada à Cerâmica”. Na António Arroio permanece, como professor, até 1957. Contudo, no ano anterior, realiza um estágio no Laboratório de Física da Comissão de Estudos de Energia Nuclear do Instituto de Alta Cultura. O desejo de se aproximar da investigação científica era grande e a paixão da Física Nuclear revelava-se. A primeira oportunidade surgiria com o Laboratório de Radioisótopos da Junta de Investigação do Ultramar. Bragança Gil acompanha o arranque e a montagem deste laboratório e em 1957 é contratado como investigador.
Durante uma década, de 1957 a 1967, organiza o laboratório, participa em trabalhos de investigação sobre a utilização de isótopos radioactivos em estudos de medicina, publica em colaboração com outros investigadores dezasseis trabalhos de investigação e dirige vários estágios, entre os quais alguns solicitados e subsidiados pela Agência Internacional de Energia Atómica.
Em 1957 frequenta, pela primeira vez, um curso de formação no estrangeiro – The Isotope School de Harwell - e inicia a sua participação em reuniões científicas nacionais e internacionais. Entre estas saliento a sua comunicação a um encontro de especialistas de radioisótopos, realizado em Pretória e onde foi como delegado nacional. Para além da comunicação apresentada, Bragança Gil recolheu em Pretória as imagens de um pequeno filme que intitulou “Europeans Only”. O filme vale pelo título, retirado das inscrições que na África do Sul proibiam, na época, a entrada dos negros nos mais diversos lugares. Revela, por um lado, a inquietação de um homem que sempre esteve desperto para os problemas sociais e políticos do seu tempo. Mas revela também duas das suas grandes paixões, o cinema, e mais ainda a fotografia, e as viagens. Fernando Bragança Gil tinha milhares de fotografias e diapositivos, de excelente qualidade. São sobretudo verdadeiros relatos das suas viagens e registos, nalguns casos preciosos, de monumentos nacionais e mundiais. Assistir a uma projecção destes “slides” era uma agradável aula de História da Arte.
De 1959 a 1961, Bragança Gil vive em Paris, com uma bolsa modesta, da Junta de Investigação do Ultramar. Frequenta a Universidade onde obtém o doutoramento com uma tese intitulada "Contribuition à l’étude de la famille du Pa 231 par des corrélations angulaires de quelques cascades  Γ-Γ et Α-Γ".
Em 1961, no regresso ao País e ao seu laboratório de radioisótopos é convidado pelo Professor Gomes Ferreira para integrar a comissão de redacção da revista Gazeta de Física. Começa, assim, a sua aproximação ao grupo de investigadores que, na Faculdade de Ciências, mantinham acesa a chama da investigação - Lídia Salgueiro, Gomes Ferreira e alguns jovens assistentes. Bolseiro do Instituto de Alta Cultura no Centro de Estudos de Física desde 1965, Bragança Gil vai trabalhando na sua segunda tese de doutoramento, intitulada “Contribuição para o estudo do declínio do Th 227”, que defende na Universidade de Lisboa em Julho de 1967. Ao mesmo tempo inicia na investigação científica um pequeno grupo de assistentes da Faculdade.
Com o segundo doutoramento, finalmente, a Universidade abre-lhe as portas. Primeiro Assistente em 1967, posteriormente designados por professores auxiliares (1970), professor extraordinário em 1971 e por último catedrático em Fevereiro de 1973. Professor jubilado em 1997, dedicou, assim trinta anos da sua actividade à Faculdade de Ciências. Falar destes trinta anos é falar do professor, do investigador, do orientador científico dos mais novos, do organizador do laboratório e, sobretudo, do lutador incansável pela Universidade. Foram, acima de tudo, trinta anos de investigação em Física! A escassez de recursos, o provincianismo do meio e a ignorância só tinham comparação com o entusiasmo, a dedicação e o querer do Professor.
Só em 1964 foram criadas nas Universidades Portuguesas licenciaturas em Física, cujo grau académico dava direito ao título profissional de Físico. Deste modo, no ano lectivo de 1967/68 quando Bragança Gil inicia a sua actividade docente, o primeiro curso de Física estava a iniciar o 4º ano. Apareciam então, pela primeira vez, cursos regulares de Mecânica Quântica, Física do Estado Sólido e Física Nuclear. Com os recursos humanos então disponíveis, leccionar todas estas disciplinas deveria ter parecido tarefa impossível. Bragança Gil, pelo contrário, viu uma oportunidade. Organiza as aulas práticas de Física Nuclear, motiva e incentiva os alunos e, no ano seguinte, propõe uma nova disciplina de opção, intitulada “Espectroscopia Nuclear” e orienta três dos cinco estágios de fim de curso. Para o doutorado mais recente do Departamento era obra!
Seria fastidioso enumerar aqui os vários cursos e estágios que o professor Bragança Gil leccionou. Essas aulas e esses estágios foram, em muitos casos, o início na investigação dos seus futuros colaboradores que, posteriormente, com a sua ajuda, aqui ou no estrangeiro, vieram a fazer o doutoramento. Bragança Gil tinha agora a responsabilidade de cimentar um grupo de investigação. Ao mesmo tempo que pugnava pela melhoria das condições de trabalho no laboratório ia a congressos internacionais, sabe Deus com que dificuldade, e contactava com outras Universidades na Europa onde procurava que os seus colaboradores estagiassem. Era preciso, no seu dizer, que a investigação ganhasse entre nós o direito à existência como actividade normal e regular de uma Universidade. A Bragança Gil não lhe bastava fazer investigação. O que pretendia visava mais longe, pretendia criar uma tradição de cultura científica. Lembro-me que, em 1970, quando o grupo ainda só tinha quatro pessoas, quando os recursos materiais ainda eram muito escassos, fixou como meta a atingir a publicação anual de pelo menos um artigo científico em revistas internacionais de primeiro plano. O seu trabalho, a sua liderança, a sua presença diária no laboratório, o seu estímulo, fizeram-nos acreditar que era possível e, foi possível! Em 1971 publica, com os seus colaboradores, no “Journal of Physics” o primeiro artigo escrito em Inglês e, um ano mais tarde, é publicado o primeiro artigo que foi submetido à “Physical Reviews”. Curiosamente, trata-se do primeiro trabalho de investigação realizado em Lisboa, no Laboratório de Física da Faculdade de Ciências, publicado por essa prestigiada revista americana.
A criação de um grupo de investigação não se faz só com projectos de investigação. Faz-se também de outras pequenas coisas, que, felizmente, hoje nos parecem ridículas, mas que não existiam. Não existia uma biblioteca, digna desse nome, no Departamento e o professor Bragança Gil organizou-a. Quando digo organizar não foi apenas fazer a lista dos livros e das revistas a adquirir, foi também arrumá-la, fazer as fichas e estabelecer as regras do seu funcionamento. Também foi pioneiro na organização de Seminários. Ele sabia que a sua realização regular era um sinal da existência de actividade científica, mas também sabia quanta energia era necessária para não deixar cair a iniciativa, para voltar uma e outra vez até que a ideia fosse óbvia. Desta actividade viria a resultar, em 1976, a criação do Centro de Física Nuclear da Universidade de Lisboa, instituição que, volvidos todos estes nãos, desfruta de largo prestígio na comunidade científica nacional e internacional.
Desde os bancos da escola que Bragança Gil revelava um grande interesse pela História. Este interesse pela História e, em particular, pela Arqueologia, vai levá-lo a iniciar mais uma outra área de investigação, a aplicação de métodos físicos a problemas de Arqueologia. Publica vários trabalhos em que utiliza métodos de Física Nuclear para esclarecer problemas arqueológicos, colabora com arqueólogos e participa mesmo em escavações de algumas estações. Por outro lado, dá contributos importantes para o próprio estabelecimento destas técnicas e publica em algumas das mais prestigiadas revistas internacionais da especialidade, como por exemplo a “Archaeometry”.
Sócio fundador da Sociedade Portuguesa de Física (SPF) foi o seu primeiro Secretário-Geral, tendo posteriormente ocupado a Presidência da Direcção e da Assembleia Geral. No âmbito desta actividade, fez parte das comissões organizadoras de vários congressos. Representou a SPF na “European Physical Society” tendo feito parte do “Publications Committee” e do “Conference Committee” desta sociedade. Foi sócio da Associação Portuguesa de Museologia e membro do “International Council of Museums” tendo presidido à assembleia Geral da respectiva secção Portuguesa.
Na Universidade, Bragança Gil não deu apenas aulas e fez investigação. Antes pelo contrário, nada do que à Universidade dissesse respeito o deixou indiferente. Colaborou no grupo de trabalho que elaborou o programa da constituição do Instituto de Física Matemática, fez parte de inúmeras comissões do Ministério da educação e do ex Instituto Nacional de Investigação Científica, colaborou no grupo que realizou o estudo conducente ao estabelecimento da Universidade Aberta, fez parte da comissão das novas instalações da Faculdade de Ciências, participou no grupo de trabalho que elaborou o Estatuto da Universidade e, por último, ainda teve saber e energia para, aproveitando a transferência da Faculdade da Politécnica para o Campo Grande, propor e, acima de tudo, fazer o Museu de Ciência. Também sobre este assunto e sobre Museologia, em geral, publica diversos artigos. Propõe, em 1981, à Universidade, à sua Universidade, a criação de um curso de Museologia mas infelizmente, por razões que não importa aqui referir, esta iniciativa só veio a ser concretizada, anos mais tarde, pela Universidade Nova de Lisboa. Assim, Bragança Gil participou na organização do mestrado em Museologia e Património promovido pela Faculdade de Ciências Sociais e Humanas e foi convidado a proferir a lição inaugural deste curso. Nele colaborou regularmente, dando aulas e orientando teses. Para além disso, foi ainda convidado pela Faculdade de Letras da Universidade do Porto, para leccionar no seu curso de pós-graduação em Museologia.
A Museologia e, em particular, a criação e o desenvolvimento do Museu da Ciência da Universidade de Lisboa foram as últimas tarefas deste Homem. O que o moveu não foi só a exploração dos aspectos lúdicos e mediáticos da Ciência. Bragança Gil travou, mais uma vez, uma batalha em prol do estabelecimento de uma tradição científica no País. Tratou-se de ajudar a estabelecer as bases de uma cultura científica na sociedade portuguesa e em particular entre os mais novos.
Cientista, professor, investigador, museólogo, divulgador da Ciência, Homem de Ciência e Homem de Cultura, Bragança Gil foi, acima de tudo, uma referência moral e cívica para todos os que tiveram o privilégio de terem sido seus alunos e colaboradores.
Faleceu em Lisboa, a 24 de Janeiro de 2009.

## Homenagens
Nas palavras de Marta C. Lourenço, sua aluna e mais tarde Diretora do Museu Nacional de História Natural e da Ciência: "Recordo dele três traços vincados do seu carácter. Em primeiro lugar, o enorme rigor, integridade e seriedade que punha em tudo o que fazia. Não pactuava com modas efémeras nem nunca se desviou um milímetro do que acreditava ser importante. Em segundo lugar, o profundo conhecimento que tinha das mais diversas áreas, entre as quais se destacam a história, em particular a história de Portugal, a história da ciência e a história dos museus, a arqueologia, a arte, e, obviamente, a física. Não era um conhecimento superficial, derivado de um hobby ocasional; era um conhecimento profundo, que resultava de uma impressionante curiosidade que o acompanhou até ao fim, de uma noção ampla da cultura e do estudo contínuo. Finalmente, recordo com saudade a disponibilidade que sempre teve para os mais novos que lhe pediam ajuda ou conselho. Nunca deixou de ter tempo para ouvir, com uma atenção rara nos dias que correm, fosse quem fosse, viesse de onde viesse e por mais insignificante que parecesse a questão ou dúvida. Nas palavras de Augusto Barroso, um dos discípulos mais directos, no dia do seu funeral, “cientista, professor, investigador, museólogo, divulgador da Ciência, Homem de Ciência e Homem de Cultura, Bragança Gil foi, acima de tudo, uma referência moral e cívica para todos os que tiveram o privilégio de terem sido seus alunos e colaboradores” .
Ainda em vida, Bragança Gil foi homenageado com a publicação do livro "Colecções de ciências físicas e tecnológicas em museus universitários: homenagem a Fernando Bragança Gil" (2005).
Em 2009 a Sociedade Portuguesa de Física instituiu o prémio Fernando Bragança Gil, atribuído bianualmente à melhor tese de doutoramento em física, defendida numa universidade portuguesa. Este prémio teve a sua primeira edição em 2010.
A 6 de maio de 2010 foi atribuído o nome "Fernando Bragança Gil" à sala da Exposição Histórica e Participativa de Física (inaugurada a 1 de março de 1993), no atual Museu Nacional de História Natural e da Ciência.